# Enrique Flórez
Enrique o Henrique Flórez de Setién y Huidobro O. S. A. (Villadiego, Burgos, 20 d’agost de 1702 – Madrid, 5 de maig de 1773) va ser un religiós agustí espanyol, cèlebre com a historiador, si també pot ser considerat traductor, geògraf, cronologista, epigrafista, numismàtic, paleògraf, bibliògraf i arqueòleg de la Il·lustració.

## Biografia
El 1719, amb disset anys, va ingressar en l'Orde de Sant Agustí a Salamanca. Va estudiar en aquesta ciutat i en les de Valladolid, Àvila i Alcalá de Henares, arribant a aconseguir els graus acadèmics de doctor en teologia i catedràtic de teologia per la Universitat d'Alcalá. Va ser a més acadèmic de la Reial Orde de Cavallers de Valladolid, membre de l'Acadèmia del Bon Gust de Saragossa i Acadèmic de la Reial d'Inscripcions i Belles Lletres de París. Durant la seva estada a Madrid, va conèixer a alguns dels espanyols més cultes del seu temps, com Gregori Maians i Siscar, el pare Martín Sarmiento, Blas Nasarre i els germans Juan i Tomás de Iriarte. Va ser membre del consell de la Inquisició amb el càrrec de revisor i visitador de llibreria (1743), així com assistent general de la província espanyola del seu orde (1765). En aquells dies va escriure els sis volums d'una Teologia escolástica (1732–1738). Després es va inclinar llavors als estudis erudits i a la recerca, particularment a la història eclesiàstica d'Espanya, aplicant la metodologia de la Il·lustració, el criticisme, a les fonts originals. Va abandonar, doncs, la seva càtedra a Alcalá i va emprendre la seva recerca als quaranta anys, en 1742. Va realitzar diversos viatges per tot Espanya a la recerca de documents i referències i per visitar arxius. Va exhumar nombrosos documents importants, alguns d'ells perduts avui. A l'any següent va publicar la Clave historial con que se abre la puerta a la historia eclesiástica y política, llibre que es va reimprimir dotze cops en poc més de mig segle.
En 1747 va sortir imprès el primer tom de la seva obra més famosa, la monumental España Sagrada, que va arribar a aconseguir cinquanta-sis volums, dels quals el pare Flórez va compondre els 29 primers, entre els anys 1747 i 1750 els cinc primers; la resta va ser sortint fins a 1775, mentre que els dos últims van aparèixer pòstums. Flórez es va inspirar clarament en la Gallia christiana (París, 1715–1785, 13 vols.) de Denis de Sainte-Marthe i en la Italia sacra (Venècia, 1717–1722, 10 vols.) de Ferdinando Ughelli, dos dels més ambicioses treballs historiogràfics del seu temps. Els agustins, els seus companys d'orde, no van voler deixar interrompuda l'obra i la van continuar, en la labor de la qual van destacar els pares Manuel Risco, qui es va ocupar de l'edició dels toms 30 al 42; i Antolín Merino i José de la Canal, que es van ocupar dels toms 43 a 46. La Desamortització de Mendizábal el 1836 va interrompre els treballs, i els toms 47 i 48 van aparèixer gràcies a Pedro Sainz de Baranda; impulsada la continuació per la Reial Acadèmia de la Història, Vicente de la Fuente va preparar els toms 49 (1865) i 50 (1866). Carlos Ramón Fort va elaborar el 51 editat el 1879 i el volum 52, elaborat per Eduardo Jusué, va aparèixer el 1917; Ángel Custodio Vega va compondre els dos últims publicats, que van aparèixer el 1957.
Per procedir a la seva ingent tasca, Enrique Flórez va dividir a Espanya en diòcesis de les quals estudia la seva fundació, monedes, monuments, inscripcions, manuscrits, bisbes, esglésies, convents, abadies i sants. Reprodueix gran nombre de manuscrits antics, fins i tot textos dels antics cronicons com els Anales toledanos, la Crónica compostelana i molts altres. Aquestes edicions no es van fer amb el modern rigor paleogràfic que avui impera, però cal acudir a l'España sagrada encara avui, i això demostra la solidesa del treball realitzat pels laboriosos agustins. Gran part d'aquesta solidesa deriva de la humilitat del savi pare Flórez, en consultar i comunicar-se amb tota mena d'experts en matèries en les quals ell mateix ho era, doncs, va mantenir una ingent correspondència literària i científica amb tots els que es dedicaven a l'estudi de les antiguitats, l'epigrafia i la numismàtica, o els que s'ocupaven també de la història antiga i tardoantigua de la península Ibèrica, estiguessin o no d'acord amb ell: els antiquaris Miguel de Espinosa, comte del Águila; Andrés Burriel; Patricio Gutiérrez Bravo; Luis José Velázquez de Velasco, marquès de Valdeflores; Gregori Maians i Siscar; Francisco Pérez Bayer, el bibliògraf pare Francisco Méndez, que seria el seu biògraf, amic i company de fatigues, o els germans Mohedano.
Va promoure diverses edicions sota la seva atenta direcció: Viaje de Ambrosio de Morales, por orden del Rey Don Felipe II a los reinos de León y Galicia y Principado de Asturias (1765); la del De Formando Theologiae Studio Libri IV collecti ac restituti per R. P. M. Fr. Laurentium a Villavicentio; la del de Sacris Concionibus i el famós Sancti Beati, Presbyteri Hispani Libanensis, In Apocalypsim (1770) o Exposició de l'Apocalipsi per Sant Beat de Liébana, que va ser exhumada pel Pare Flórez. Va escriure a més com a numismàtic Medallas de las colonias, municipios y pueblos antiguos de España (en tres vols., 1757, 1758 i 1773) i com genealogista Memoria de las reinas católicas, historia genealógica de la Casa Real de Castilla y León (1761, dos vols.), entre altres vàries. El llibre «La Cantàbria», de 1768 en principi anava a ser un apèndix al tom XXIV de l'España sagrada, però es va publicar de manera independent perquè en ell s'estudien diversos punts, «dignes de particular consideració, amb més examen i extensió que les regulars matèries». Aquesta obra és considerada com a referent per al descobriment en temps moderns dels límits de l'antiga Cantàbria, sent el punt de partida per a nombrosos estudis posteriors del poble càntabre en l'antiguitat. Entre les moltes aportacions que ens brinda la seva obra, mereix un esment especial l'equivalència realitzada per ell mateix entre la ruïnes de Retortillo i la ciutat romana de Iuliobriga.

## Obres
Teologia

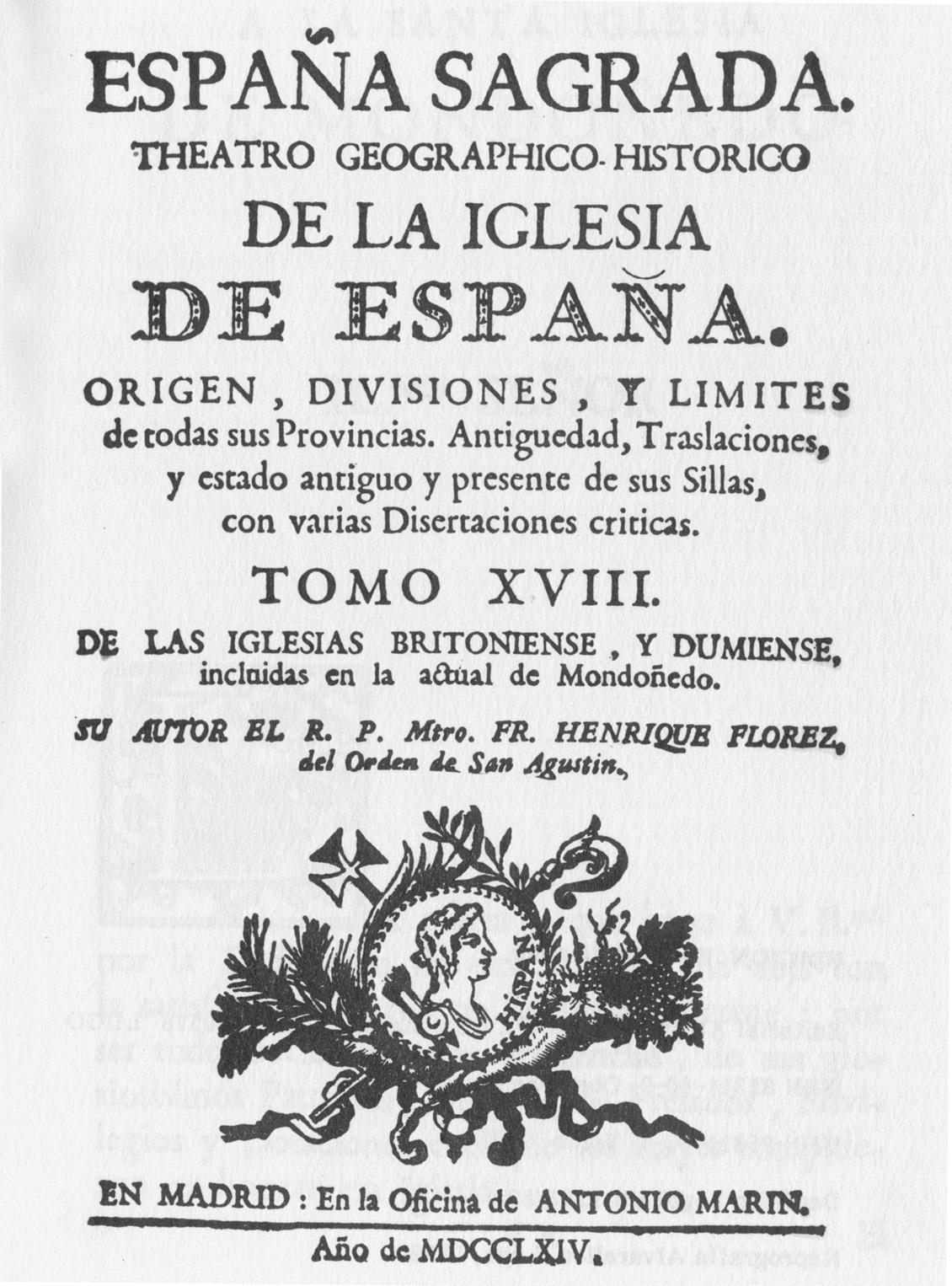
Portada de l'edició prínceps del tom XVIII de l'España sagrada (1764)

- Theologia Scholastica Iuxta Principia Scholae Augustiniano-Thomisticae. Va compondre 5 vols., i va deixar diversos esborranys amb la finalitat d'escriure un sisè (1732–1738).
- Modo práctico de tener oración mental (1754); s'acompanya dels sospirs de Sant Agustín per un religiós de la mateixa Ordre, però tenia tantes errates que es va haver de retirar de la venda. Es va reimprimir en 1760.
- Totius Doctrinae de Generatione et Corruptione, de Caelo et Mundo et Anima Compendiosa Tractatio iuxta mentem Doctoris Angelici Divi Thomae Aquinatis (1727), es tracta del volum IV de la Summa Philosophica del pare Mestre Fra Andrés Sierra, que havia deixat incompleta.

Història, història eclesiàstica, geografia, numismàtica i ciències naturals
- Clave Geographica para aprender Geographia los que no tienen maestro, 1789.
- Clave historial con que se abre la puerta a la historia eclesiástica y política, 1742. Se hicieron 16 reimpresiones antes de 1817.
- España Sagrada. Theatro geographico-histórico de la iglesia de España. Origen, divisiones y términos de todas sus provincias. Antigüedad, traslaciones y estado antiguo y presente de sus sillas, en todos los dominios de España y Portugal. Con varias disertaciones críticas para ilustrar la historia eclesiástica de España (Madrid: 1747–1775, vint-i-nou volums, continuats després per altres autors). La nova edició de l'España sagrada (2000–2012), que facilita la lectura i comprensió del text i inclou la modernització de l'ortografia, puntuació i accentuació, es deu a la ingent labor realitzada per l'editor literari Rafael Lazcano, i al patrocini efectuat per la Província Agustiniana de Castella, a la qual pertany Editorial Agustiniana.
  - I (1747): Clave geográfica y geografía eclesiástica de todos los patriarcados
  - II (1747): Cronología de la historia antigua de estos reinos
  - III (1748): Predicación de los Apóstoles en España
  - IV (1749): Último de la Iglesia en común
  - V (1750): De la provincia cartaginense en particular
  - VI (1751): De la Santa Iglesia de Toledo en cuanto Metropolitana
  - VII (1751): De las Iglesias sufragáneas antiguas de Toledo
  - VIII (1752): De las Iglesias sufragáneas antiguas de Toledo
  - IX (1752): De la Provincia antigua de la Bética en común y de la Santa Iglesia de Sevilla en particular
  - X (1753): De las Iglesias sufragáneas antiguas de Sevilla
  - XI (1753): Contiene las Vidas y Escritos, nunca publicados hasta hoy, de algunos Varones Ilustres Cordobeses que florecieron en el Siglo IX
  - XII (1754): De las Iglesias sufragáneas antiguas de Sevilla
  - XIII (1756): De la Lusitania antigua en común y de su Metrópoli Mérida en particular
  - XIV (1758): De las Iglesias de Ávila, Caliabria, Coria, Coimbra, Ebora, Egitania, Lamego, Lisboa, Osonoba, Pacense, Salamanca, Viseo y Zamora.XV (1759): De la Provincia antigua de Galicia en común y de su Metrópoli, la Iglesia de Braga en particular
  - XV. De la provincia antigua de Galicia en comun, y de su metropoli la iglesia de Braga en particular
  - XVI (1762): De la Santa Iglesia de Astorga en su estado antiguo y presente
  - XVII (1763): De la Santa Iglesia de Orense
  - XVIII (1764): De las Iglesias Britoniense y Dumiense, incluidas en la actual Mondoñedo
  - XIX (1765): Contiene el estado antiguo de la Iglesia Iriense y Compostelana hasta su primer Arzobispo
  - XX (1765): Historia Compostelana, hasta hoy no publicada
  - XXI (1766): Contiene la Iglesia de Porto, de la Galicia antigua, desde su origen hasta hoy
  - XXII (1767): De la Iglesia de Tuy, desde su origen hasta el Siglo XVI
  - XXIII (1767): Continuación de las memorias de la Santa Iglesia de Tuy
  - XXIV (1768): Parte Primera. La Cantabria
  - XXIV (1769): Parte Segunda. Antigüedades Tarraconenses
  - XXV (1770): Contiene las Memorias antiguas eclesiásticas de la Santa Iglesia de Tarragona
  - XXVI (1771): Contiene el estado antiguo de las Iglesias de Auca, de Valpuesta y de Burgos
  - XXVII (1772): Contiene las Iglesias Colegiales, Monasterios y Santos de la Diócesis de Burgos
  - XXVIII (1774): Contiene el estado antiguo de la Santa Iglesia Ausonense, hoy Vique
  - XXIX (1775): Contiene el estado antiguo de la Santa Iglesia de Barcelona.
- Elogios del Santo Rey Don Fernando III (1754). Després dels Elogios, en la p. 26, segueixen les Tablas de las Hégiras o Años Árabes.
- Medallas de las Colonias, Municipios y pueblos antiguos de España. (2 vols.: el 1º en 1757 y el 2º en 1758). Més tard, l'autor va publicar un tercer volum titulat Medallas de las Colonias, Municipios y pueblos antiguos de España, hasta hoy no publicadas, con las de los Reyes Godos, 1773. És el primer tractat de numismàtica que es va publicar a Espanya.
- Memorias de las Reinas Católicas. Historia Genealógica de la Casa Real de Castilla y de León. (dos vols., 1761). Hi ha edició moderna: Valladolid: Conselleria d'Educació i Cultura, 2002, 2 vols.
- Utilidad de la Historia Natural. Un discurs dedicat al més tard monarca Carlos IV.
- Mapa de todos los sitios de batallas que tuvieron los Romanos en España. (3 edicions: la primera en 1745, i la segona i tercera en 1774).

Traduccions
- Vindicias de la Virtud y Escarmiento de Virtuosos, escrita por el portugués Fray Francisco de la Anunciación de la Orden de los Ermitaños de San Agustín y doctor de la Universidad de Coimbra. Traduïda per Don Fernando de Setién Calderón de la Barca. Dos vols. en cambra, 1742.
- Obras Varias y admirables de la Madre María donde Ceo. Religiosa franciscana y Abadesa del Convento de la Esperanza de Lisboa, traduïda de l'edició portuguesa i il·lustrada amb breus notes pel Doctor Don Fernando de Setién Calderón de la Barca. Dos toms en octava, 1744.
- Trabajos de Jesús, escritos en portugués por el agustino Fray Tomé de Jesús estando cautivo y preso en Berbería Dos vols. en quart, 1763.
- Delación de la doctrina de los intitulados Jesuítas sobre el dogma y la moral, hecha a los señores Arrzobispos y Obispos de Francia, traduïda a l'espanyol pel Doctor Don Fernando Huidobro i Velasco. En quarta, 1768.

Manuscrits
Gairebé tots desapareguts durant la Guerra de la Independència
- El Libro de los Libros y Ciencia de los Santos, en doctrinas de verdades eternas para avivar la fe.
- Tratado de la Santa Iglesia de Lugo. Per ordre, correspondria al Tom XXI de l'España sagrada, però per alguna raó no ho va poder acabar. D'aquest manuscrit trauria més tard el Pare Risco el tom XL.
- Tratado de la Santa Iglesia Ilerdense. També es va trobar un petit esbós del Tratado de la Santa Iglesia de Zaragoza.
- Siglo I de la Iglesia.
- Genealogía de los Césares.
- Respuesta o impugnación al Fanal Cronológico.
- Intentos y prevenciones sobre la reducción del alfabeto de las letras desconocidas que se usó entre los españoles antiguos antes del dominio de los romanos.
- Delación hecha al santo Tribunal de la Inquisición sobre los días angélicos de N. P. San Agustín, contra los Padres Luis de Molina, Cornelio a Lápide y el P. Arriaga.
- Dictamen pedido y dado al Ilmo. y Rvdmo. Señor el P. Francisco de Rávago, sobre si convendría imprimir los Códices góticos conciliares que están en el Real Monasterio del Escorial.
- Dictamen pedido y dado al Real y Supremo Consejo de Castilla sobre el método de censurar los libros.
- Geographi Veteres Graeci et Latini qui res Hispaniae Memoriae tradidere. Recull la geografia antiga d'Espanya.

Poesia
- Distichorum, Lyricorum, Epigrammatum, Heroicorum. Opera Fr. Henrici Flórez, Agustiniani. Inclou els hexàmetres Qualis sit Princeps?; una composició en iàmbics senaris i quaternaris i un planto en dístics elegiacos dedicades a Sant Tomás de Villanueva; un himne en llaor de Sant Joan de la Creu en estrofes tetràstiques asclepiádeas de tres asclepiádeos i un glicònic i un poema bilingüe en llatí i castellà en honor de la Universitat d'Alcalá en vuit octaves reals.
- In Ioannem a Encreuament Labyrinthus. Escrita en ocasió de les festes de la canonització de Sant Joan de la Creu (en 1727, quan ho van celebrar els frares, o en 1728 quan ho van fer les monges carmelites).